# Louvarás
Louvarás är en ort i Cypern.   Den ligger i distriktet Eparchía Lemesoú, i den centrala delen av landet, 50 km sydväst om huvudstaden Nicosia. Louvarás ligger 704 meter över havet och antalet invånare är 408. Den ligger på ön Cypern.
Terrängen runt Louvarás är lite bergig, och sluttar söderut. Trakten runt Louvarás är tätbefolkad, med 613 invånare per kvadratkilometer. Närmaste större samhälle är Limassol, 16,9 km söder om Louvarás. Trakten runt Louvarás är i huvudsak ett öppet busklandskap.